# Alemtuzumab
Alemtuzumab (Handelsname Lemtrada; Hersteller Sanofi Genzyme) ist ein humanisierter, gegen das Protein CD52 gerichteter monoklonaler IgG1κ-Antikörper und ein Arzneistoff, der primär in der Behandlung der Multiplen Sklerose (MS) eingesetzt wird.
Alemtuzumab wurde ursprünglich von Genzyme, einem Unternehmen der Sanofi Gruppe, in der EU und der Schweiz als wirksamer Bestandteil des Fertigarzneimittels MabCampath zur Behandlung der chronischen lymphatischen Leukämie (CLL) vertrieben. Genzyme nahm allerdings im August 2012 MabCampath in Europa vom Markt, um Alemtuzumab – unter einem neuen Handelsnamen (s. o.: Lemtrada) und in einer anderen Indikation (s. o.: MS) – wieder auf den Markt zu bringen. Die Arzneimittelkommission der deutschen Ärzteschaft (AkdÄ) kritisierte diese Entscheidung der freiwilligen Marktrücknahme und des geplanten „Indikations-Hopping“ dahingehend, dass sich der pharmazeutische Unternehmer seiner Verantwortung auf inakzeptable Weise entziehe.
Die Europäische Arzneimittelagentur (EMA) untersucht seit April 2019 mehrere Fälle von schweren, teilweise tödlichen Nebenwirkungen unter Alemtuzumab. Bis geklärt ist, ob weitere Monitoring-Auflagen erforderlich sind, sollen nur noch ausgewählte Patienten neu auf Alemtuzumab eingestellt werden. Der Sicherheitsausschuss der EMA (PRAC) hat auf seiner Sitzung Ende Oktober 2019 erneut Einschränkungen für die Anwendung von Lemtrada® (Alemtuzumab) empfohlen. Zwischenzeitlich wurden dazu auch seitens des pharmazeutischen Unternehmens (Sanofi Genzyme) verschiedene Rote-Hand-Briefe (RHB) für Alemtuzumab veröffentlicht, u. a. im April 2019 und im Januar 2020. In RHB informieren die Hersteller die Fachkreise über neu erkannte Arzneimittelrisiken.

## Eigenschaften
Alemtuzumab wird gentechnologisch hergestellt und bindet spezifisch an das Glykoprotein CD52 auf der Zelloberfläche von normalen und malignen B- und T-Lymphozyten und zerstört diese so. Der Antikörper wird in einer Suspensionskultur aus Säugetierzellen (CHO-Zellen) in einem Nährmedium hergestellt.

## Zugelassene und mögliche Anwendungsgebiete

### Multiple Sklerose
Die Ergebnisse einer doppelblinden Phase-II-Studie (CAMMS223), die über drei Jahre die Wirkung von Alemtuzumab gegenüber Interferon-Beta 1a s.c. bei 334 MS-Patienten untersuchte, ließen vermuten, dass die Wirkung von Alemtuzumab der von Interferon überlegen ist.
Patienten, die mit Alemtuzumab behandelt wurden, hatten ein um 74 % reduziertes Schubrisiko gegenüber denjenigen, die mit Interferon behandelt wurden. Das Ausmaß der MS-bedingten Funktionseinschränkungen verringerte sich in den drei Behandlungsjahren um 0,39 EDSS-Punkte, während es in der Interferon-Gruppe um 0,38 EDSS-Punkte anstieg. Das Hirnvolumen nahm unter der Gabe von Alemtuzumab zu, während es sich bei der Interferon-Gruppe verminderte.
Seit September 2007 wurden zwei Phase-III-Studien zur Überprüfung der Ergebnisse der CAMMS223-Studie durchgeführt. Die eine Studie schloss etwa 600 Patienten ein, die bis dahin noch mit keinem Medikament gegen MS behandelt wurden. In der zweiten Studie wurden etwa 1.200 Patienten behandelt, die auf bereits verfügbare Medikamente nicht gut angesprochen haben.
Im September 2013 wurde das Medikament in Europa von der Europäischen Kommission zur Behandlung der MS zugelassen und unter dem Namen Lemtrada (wieder) in den Markt eingeführt. Die Kosten von Lemtrada (2014: 888 €/mg) sind im Vergleich zum früheren Präparat MabCampath (2012: 22 €/mg) um das 40-fache gestiegen.
Die US-amerikanische Zulassungsbehörde Food and Drug Administration (FDA) hingegen hat Ende 2013 die Zulassung von Alemtuzumab in der Indikation MS abgelehnt. Im April 2014 hat Genzyme/Sanofi erneut den Zulassungsantrag bei der FDA gestellt und im November 2014 schließlich die Zulassung für den US-Markt erhalten.

### Chronische lymphatische Leukämie
Die Behandlung mit Alemtuzumab war bis 2012 eine Krebsimmuntherapie. Diese wirkt im Gegensatz zu Chemotherapeutika sehr spezifisch auf Krebszellen. Alemtuzumab ist als Monotherapie zur Behandlung von Patienten mit einer chronisch lymphatischen Leukämie (CLL) zugelassen. Die Sicherheit und Wirksamkeit von MabCampath wurden in einer Vergleichsstudie mit Chlorambucil getestet. MabCampath erwies sich im Hinblick auf das Progressionsfreie Überleben (PFS) überlegen. Auch bei vorbehandelten Patienten zeigt es eine gute Ansprechrate und kann das Fortschreiten der Krankheit für längere Zeit verhindern. Einen kurativen Therapieansatz bietet lediglich eine allogene Stammzell-Transplantation, die aufgrund des meist höheren Alters oft nicht in frage kommt und von den meist gut verträglichen moderneren Krebstherapien in den Hintergrund gedrängt wurde. Eine Indikation für Alemtuzumab besteht aufgrund der vielfältigen Therapieoptionen für die B-Zell-CLL nur noch für die T-Zellvariante, die sogenannte T-Zell-Prolymphozytenleukämie, da hier B-Zellrezeptor-gerichtete Therapiemodalitäten, wie CD-20-Antikörper, Brutonkinase-Inhibitoren etc. weniger wirksam sind. Bei der großen Mehrheit der B-Zell-CLL-Patienten kommen zur Zeit andere Medikamente sowohl in der Erstlinien- als auch weiteren Therapielinien zum Einsatz.

### Rücknahme der Zulassung vonMabCampathfür die Behandlung von chronischer lymphatischer Leukämie
Durch die Rücknahme bzw. Rückgabe der Zulassung von Alemtuzumab in der Indikation chronische lymphatische Leukämie will die Herstellerfirma nach eigenem Bekunden vermeiden, dass MabCampath durch Ärzte im off-label use auch bei Multiple Sklerose eingesetzt wird. Nachdem zwischenzeitlich in der EU – cave: nicht in den USA (!) – eine Zulassung für MS erfolgt ist, ist diese Argumentation fehlleitend. MabCampath hätte problemlos eine Indikationserweiterung erfahren können. Unerwünschte Arzneimittelwirkungen („Nebenwirkungen“) von MabCampath seien nach Herstellerangaben ausdrücklich nicht der Grund für die Rücknahme der Zulassung gewesen. Von Seiten von Ärzteverbänden wurde daher scharf kritisiert, dass es einem Pharmaunternehmen überhaupt möglich ist, ein anerkannt wertvolles und wirksames Medikament aus rein kommerziellen Überlegungen heraus vom Markt zu nehmen. (s. a. Weblinks – "Die Mogelpackung".)

### Organtransplantation
Außerhalb der Zulassung wird Alemtuzumab bei der Nierentransplantation zur Induktionstherapie eingesetzt.

## Nebenwirkungen
Im Rote Hand Brief von Sanofi vom April 2019 (s. a. Einleitung dritter Absatz) heisst es u. a.:
Die EMA überprüft das Nutzen-Risiko Verhältnis bei Lemtrada (Alemtuzumab) zur Behandlung von Multipler Sklerose nach Berichten von schwerwiegenden kardiovaskulären Ereignissen,  neu identifizierter Autoimmunhepatitis und hämophagozytischer Lymphohistiozytose. Die folgenden Maßnahmen sind vereinbart, bis die Überprüfung abgeschlossen ist:
- Eine neue Behandlung sollte nur bei erwachsenen Patienten mit hochaktiver schubförmig-remittierender Multipler Sklerose (RRMS) eingeleitet werden, wenn zuvor eine vollständige und adäquate Behandlung mit mindestens zwei anderen krankheitsmodifizierenden Therapien (disease modifying treatments -DMTs) durchgeführt wurde oder bei Patienten mit hochaktiver RRMS erfolgen, bei denen alle anderen DMTs kontraindiziert sind oder aus anderen Gründen nicht geeignet sind.
- ... s. Rote Hand Briefe[10][11]

Nebenwirkungen unter Alemtuzumab treten bei fast allen Patienten auf. Nicht selten soll ein Zytokin-Freisetzungssyndrom vorkommen. Selten kann es auch zu schweren Infektionen aufgrund von Abwehrschwäche sowie zu einer Panzytopenie kommen. Die Nebenwirkungen lassen sich verringern, wenn Alemtuzumab nicht intravenös, sondern subcutan verabreicht wird.
In der CAMMS223 Studie wurden 2008 sechs Fälle von idiopathischer thrombozytopenischer Purpura (ITP) beobachtet; ein Patient starb an den Folgen. Um diese Nebenwirkung möglichst früh erkennen und behandeln zu können, wird das Blutbild engmaschig überwacht. Die Arzneimittelkommission der Deutschen Ärzteschaft hat 2017 ebenfalls auf diese Möglichkeit einer schweren Nebenwirkung bei erwachsenen Patienten hingewiesen, die unter aktiver schubförmig-remittierender Multipler Sklerose leiden.
Bei etwa einem Viertel der behandelten MS-Patienten kam es zu einer Autoimmunreaktion gegen die Schilddrüse, die u. a. zu einer Überfunktion der Drüse führte (Morbus Basedow).

## Geschichte
Alemtuzumab ist der erste humanisierte monoklonale Antikörper. Seine Ursprünge gehen auf den gegen Eiweiße menschlicher Lymphozyten gerichteten Ratten-Antikörper Campath-1 zurück, der durch eine Arbeitsgruppe der Pathologieabteilung der Universität Cambridge um Herman Waldmann entwickelt wurde. Der Name Campath leitet sich von Cambridge und Pathologie ab.
Da der ursprüngliche Ratten-Antikörper aufgrund des hohen Fremdeiweißanteils nicht für die Behandlung von Menschen geeignet war, entwickelte die Cambridger Arbeitsgruppe Ende der 1980er Jahre eine Technik zur Reduzierung des Ratteneiweißes. Diese Technik wurde später als Humanisierung von Antikörpern bekannt. Der veränderte Antikörper hieß nun Campath-1H. Später wurde die Bezeichnung Alemtuzumab als internationaler Freiname eingeführt.
Die Entwicklung von Alemtuzumab zum kommerziellen Arzneimittel war langwierig. Es wurde zunächst durch die später in Glaxo aufgegangene Firma Burroughs Wellcome bei rheumatoider Arthritis untersucht und 1997 aufgrund enttäuschender Ergebnisse an einen Vorläufer der Firma Millennium weitergereicht. Millennium – heute Teil von Takeda – verkaufte das Projekt später an Ilex Oncology (heute Teil von Genzyme). Die Vermarktungsrechte gingen 1999 an die Schering AG über (jetzt: Bayer). Die Zulassung von Alemtuzumab für CLL erfolgte 2001 nahezu zeitgleich in der EU und in den USA.
Bereits seit Mitte der 1990er Jahre beschäftigten sich Wissenschaftler der Universität Cambridge mit dem Einsatz von Alemtuzumab bei MS. Heute entwickeln Genzyme und Bayer den Antikörper gemeinsam für die Anwendung bei MS.